# ويندوز آي أو تي
ويندوز آي أو تي (بالإنجليزية: Windows IoT) الذي سُمي سابقًا ويندوز المضمن Windows Embedded هو اسم لعائلة من نظم التشغيل مصممة للعمل على الأنظمة المضمنة. لهذه العائلة عدة فروع من نظم التشغيل التي تطورها مايكروسوفت لاستخدامات متعددة في مجال الأنظمة المضمنة، من بينها المخصص للأنظمة المضمنة المحدودة في ذاكرتها، والنظم المضمنة لتطبيقات الوقت الحقيقي وأجهزة نقاط البيع والأشكاك. إصدارات ويندوز آي أو تي متاحة لمنتجي العتاد الذي يبيعونها محملة مسبقًا مع عتادهم للمستخدم النهائي، كما تتاح الإصدارات للترخيص بالجملة في بعض الحالات.
في أبريل 2018، قدمت مايكروسوفت أزور سفير Azure Sphere وهو نظام تشغيل مخصص لتطبيقات إنترنت الأشياء مبني على نواة لينكس.
في أغسطس 2015، قدمت مايكروسوفت ويندوز 10 آي أو تو كور الذي يمكن تنصيبه على أجهزة رسبري باي.

## الاستشهادات
1. ↑  "مايكروسوفت تطلق نظام Windows 10 IoT Core لأجهزة "إنترنت الأشياء"". البوابة العربية للأخبار التقنية. 11 أغسطس 2015. مؤرشف من الأصل في 2016-06-01. اطلع عليه بتاريخ 2019-11-14.